# Louise de La Vallière
Louise Francoise de La Baume Le Blanc, slečna de La Vallière (6. srpna 1644 Tours – 6. června 1710, Paříž) byla francouzská šlechtična, později řeholnice a spisovatelka, jež byla v letech 1661 až 1667 milenkou francouzského krále Ludvíka XIV. a matkou několika jeho dětí. Byla povýšena na vévodkyni de La Vallière et de Vaujours.

## Původ
Louise de La Vallière pocházela z katolické provinciální aristokracie. Narodila se jako druhé dítě Laurenta de La Baume Le Blanc, drobného šlechtice, vojáka a kastelána na královském zámku Ambois, a Françoise Le Provost de La Courtelay. Otec bojoval pod Velkým Condém v bitvě u Rocroi. V roce 1655 se její matka opět provdala, a to za Jacquesa de Courtavel, markýze de Saint-Rémy, nebohatého majordoma na zámku Gastona Orleánského v Blois.

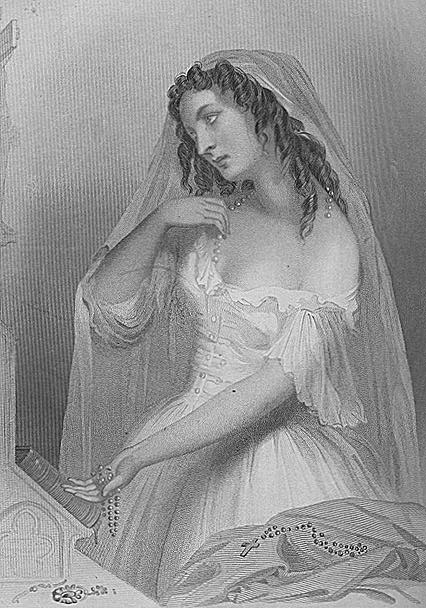
Romantické vypodobnění křehké Louisy

## Mládí
Po smrti otce v roce 1651, v důsledku tíživé finanční situace, odešla malá Louise na několik let do kláštera uršulinek. Nebylo to pro ni cizí prostředí, neboť jeptiškami zde byly její tety Alžběta a Charlotte. Její strýc Gilles byl biskupem v Nantes a strýc Jacques byl jezuitou. Církevní výchova v ní zanechala hluboké morální zásady. Získala zde také vzdělání v gramatice, čtení a naučila se vyjadřovat. K rodině se vrátila až po druhém matčině sňatku. Pan de Saint-Rémy sice nebyl bohatý, ale v důsledku svého postavení zajistil pro svou nevlastní dceru místo dvorní dámy u tří malých slečen, dcer Gastona Orleánského. Gaston Orleánský v důsledku svého intrikaření v dobách Frondy trávil závěr svého života ve vyhnanství právě v Blois a Louise zde měla možnost osvojit si dvorské mravy, pohybovat se ve společnosti a také si prohloubila své vzdělání.
Po Gastonově smrti se jeho vdova přestěhovala i s rodinou svého majordoma do Lucemburského paláce. V šestnácti letech se Louise stala dvorní dámou Henrietty Anny, mladé manželky Filipa Orleánského, bratra Ludvíka XIV. Postavení dvorní dámy bylo nelehké. Poskytovalo sice určitou naději na dobrý sňatek, neboť obvykle na věno přispíval král či někdo z jeho rodiny, ale jinak z něj plynul pouze malý příjem, velké výdaje na reprezentaci, nedostatek soukromí a nutnost hradit další životní náklady z vlastních prostředků.

## Vztah s Ludvíkem XIV.
Přitažlivá rodilá Angličanka Henrietta Anna, dle dvorské hierarchie zvaná Madame, jejíž manžel dával před ní přednost mužům, záhy okouzlila Ludvíka XIV. Henriettino mondénní chování preciózky mu imponovalo, zvláště když jeho manželka Marie Tereza byla těhotná. Bližší vztah bratra a sestry, jak se tehdy na švagrovství nahlíželo, však byl společensky nepřijatelný. Madame (Henrietta Anna) se proto rozhodla použít některou ze svých dvorních dam jako zástěrku. Zvažováno bylo více dam, nakonec volba padla na nevýraznou Louisu.
Louise byla čestná, bez milence a do mladého krále hluboce zamilovaná, což se stalo veřejným tajemstvím a důvodem k posměchu ostatních dvorních dam. Stala se figurkou ve dvorské hře, která však dopadla překvapivě: král se do této sedmnáctileté panenské dívky zamiloval. Louise nebyla považována za krásnou, byla však přitažlivá a půvabná. Měla pravidelnou oválnou tvář, nápadné modré oči, souměrné rysy, módní stříbřitě plavé vlasy, útlou šíji a jemný hlas. Chyběla jí však tehdy moderní kyprost tvarů. V dětství si poranila při jízdě na koni nohu a v důsledku toho na ni mírně napadala. Jízdu na koni a lov však ovládala skvěle a na mnoha portrétech je vyobrazena jako Diana. Byla něžná, poddajná, přirozeně skromná a snažila se vyhovět. Madame de Sévigné Louisu nazvala „drobnou fialkou, která se skrývala v trávě a styděla se, že je milenkou, matkou a vévodkyní“.

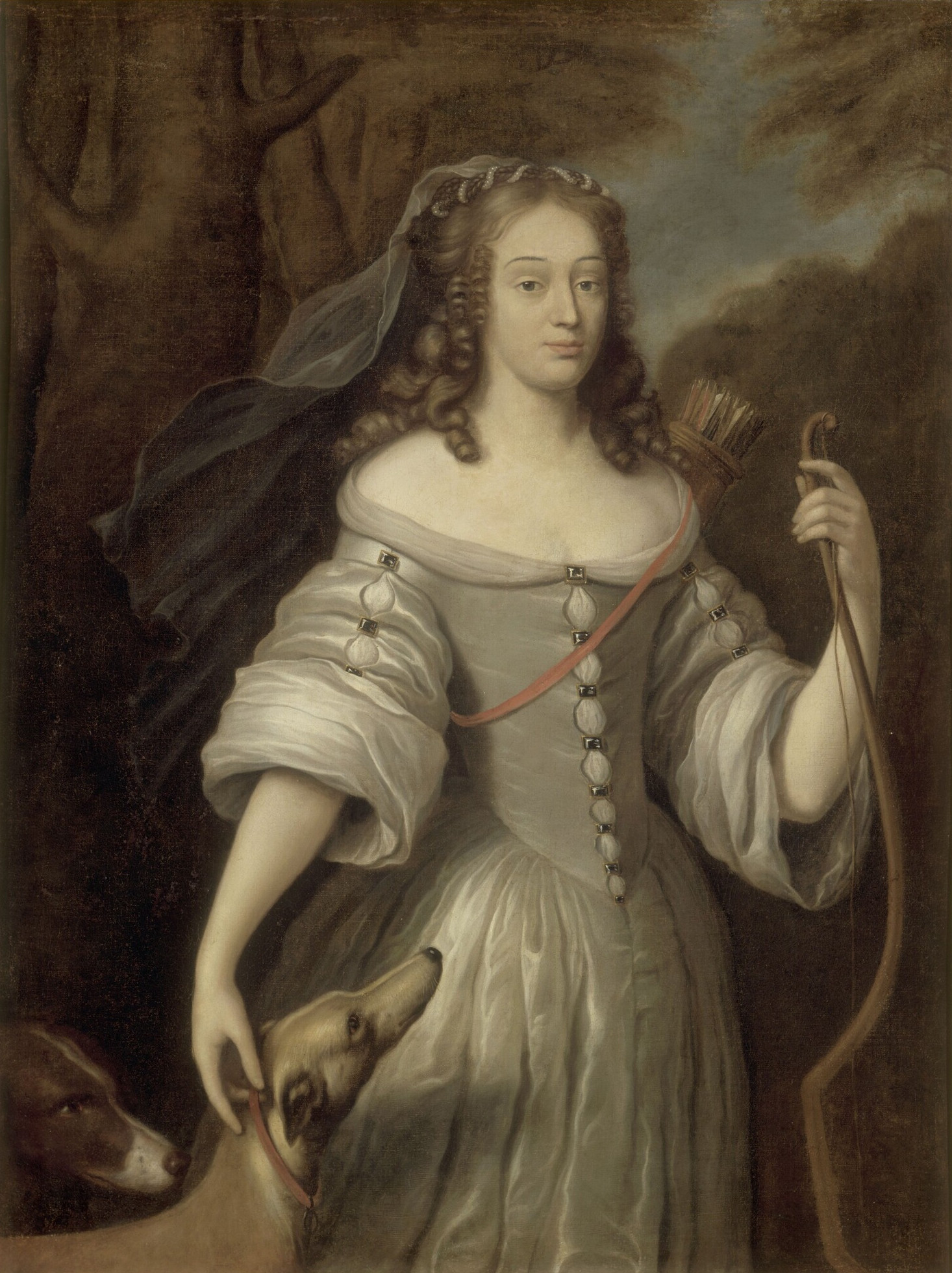
Louise de la Vallière jako Diana

Král Ludvík XIV. Louisu dobýval šest týdnů. Zpočátku se milenci scházeli tajně. Jejich vztah narazil na odpor královny-matky Anny Rakouské. Pobuřovalo ji, že Ludvík hledal uspokojení mimo manželské lože. Dokonce mu pohrozila odchodem ode dvora do svého oblíbeného kláštera ve Val-de-Grace. Ludvík XIV. však neustoupil, královna matka ano.
Králova švagrová Henrietta Anna, kterou popudil fakt, že Ludvík XIV. dal před ní přednost nevýznamné dvorní dámě, se snažila klást milencům překážky. Opustila dvůr a Louisu odvezla s sebou. Ta byla nucena snášet úsměšky a zlé narážky dvora obklopujícího Madame. Král otupil její vztek tím, že povolal z vyhnanství milence Henrietty Anny, hraběte de Guiche. Madame se pak ke dvoru vrátila a k Louise byla tolerantnější.
Nicolas Fouquet, králův finanční surintendant, stále více cítil královu nepřízeň vyvolanou záští Jeana Baptiste Colberta. Snažil se zalichotit Louise a nabídl jí 200 000 livrů na krytí jejích potřeb u dvora. Louisu to urazilo a postěžovala si Ludvíkovi, ve kterém to vyvolalo žárlivost. Fouqetův osud byl zpečetěn.
Louise velmi špatně snášela hříšnost cizoložného vztahu s králem a obtížně čelila opovržení královny, stejně tak jako negativním reakcím dvora. Byla poctivá ve své lásce, nehledala výhody ani pro sebe, ani pro jiné. Katolická církev pranýřovala jejich vztah. Tento nátlak Louise nevydržela a 24. února 1662 uprchla do kláštera v Chaillot. Ludvík XIV. za ní okamžitě odjel a po usmíření se Louise vrátila ke dvoru. Byl to první, ale ne poslední Louisin útěk do kláštera.
Po smrti Anny Rakouské Ludvík XIV. Louisu uznal za svou oficiální milenku, která na královském dvoře byla označována jako maitresse en titre.
Během druhého těhotenství započaly královy zálety. Když byla Louise těhotná potřetí, získávala vliv na krále krásná královnina dvorní dáma Francoise-Athénais de Rochechouart de Mortemart, provdaná markýza de Montespan. Ludvík XIV. ji svedl někdy mezi listopadem 1666 a červencem 1667. Louise byl v roce 1667 udělen titul vévodkyně de la Vallière a de Vaujours a byla jí přiznána panství v Touraine a Anjou. Svá panství však pravděpodobně nikdy nenavštívila. Po narození čtvrtého dítěte královy city k Louise ochladly.
Madame de Montespan však byla vdaná a její manžel odmítl tolerovat její nevěru. Na královském dvoře ztropil mnoho scén a bylo riziko, že uplatní svůj nárok na děti, které se ze vztahu s králem zrodí. Dalším problémem bylo to, že paní de Montespan byla královninou dvorní dámou a bylo nepřijatelné, aby udržovala vztah s králem. Louisa se tedy opět stala zástěrkou pro Ludvíkovy milostné hrátky. Toužila po odchodu do kláštera, ale místo toho byla králem přinucena zůstat u dvora i po dobu, kdy již jeho milenkou nebyla. Pro Louise to znamenalo značné utrpení, které však přijímala jako trest za svůj hříšný vztah s králem. Asi v této době začala Louise nosit pod dvorskými šaty hrubou žíněnou košili na znamení pokání.
Madame de Sévigné popisuje ve svém dopise ze dne 12. února 1671 jeden z dalších Lousiných útěků do kláštera. „Vévodkyně La Vallière poslala králi kromě toho dopisu, který nikdo neviděl, vzkaz po maršálovi de Bellefonds: že by byla už dříve opustila dvůr, když ztratila čest být u něho v milosti, kdyby byla si dokázala odříci pohled na něho; že tato slabost u ní byla tak silná, že i teď je stěží s to ji přinést Bohu v oběť; že však chce, aby zbytek její vášně k němu jí posloužil k pokání, a že když celé své mládí věnovala jemu, zbytek jejího života stěží bude stačit, aby si zajistila spasení. Král usedavě plakal a poslal pana Colberta do Chaillotu, aby ji snažně poprosil, aby se vrátila do Versailles a poskytla mu ještě rozmluvu. Pan Colbert ji k němu zavedl; král s ní mluvil hodinu a usedavě plakal a paní de Montespan jí šla vstříc s otevřenou náručí a se slzami v očích. To všechno je nad lidské chápání. Jedni říkají, že zůstane ve Versailles; druzí, že se vrátí do Chaillotu. Uvidíme.“  Ve svém dopise ze dne 18. února 1671 uvádí, že „ Paní de la Vallière je zase ve vší slávě. Král ji uvítal se slzami radosti a paní Montespanová se slzami – hádejte čeho? Poskytl jí několik něžných slyšení. To všechno lze těžko pochopit, musí se mlčet.“
Louise bylo dovoleno odejít ode dvora až v roce 1674, kdy bylo dosaženo rozluky markýze a markýzy de Montespan. Její přítomnosti již nebylo potřeba. Před odchodem požádala o rozhovor s královnou. Prosila ji o odpuštění a královna ji políbila na čelo a prohlásila, že jí odpustila již dávno.

## Potomci Louisy de la Vallière a Ludvíka XIV.
V březnu 1663 Louise poprvé otěhotněla. Jakmile její stav pokročil, odstěhovala se do domku v Paříži, kde 19. prosince 1663 porodila chlapce, kterému bylo dáno jméno Charles. Dítě jí bylo okamžitě Colbertem odebráno a dáno na výchovu. Zemřelo ve dvou letech.

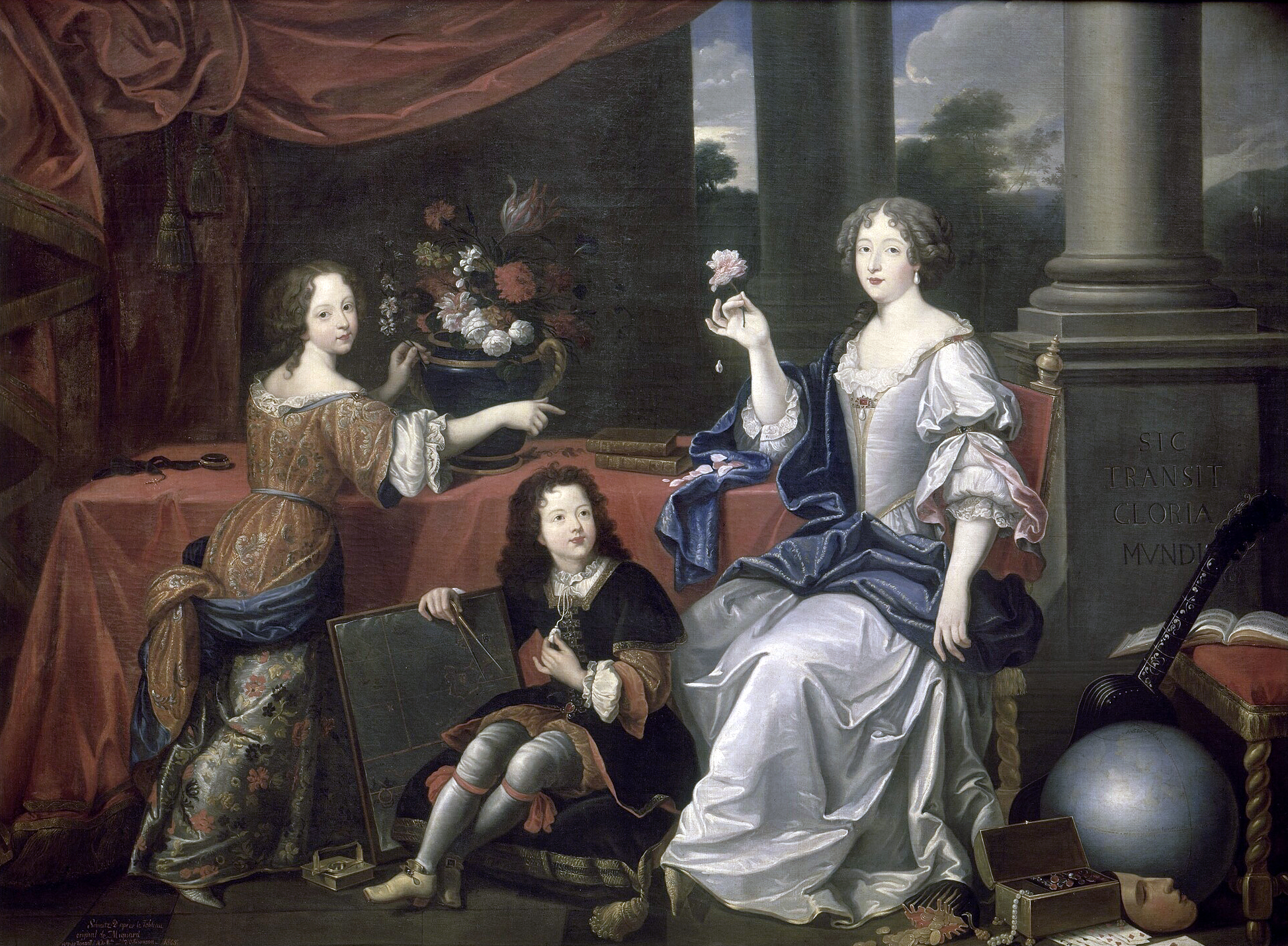
Louisa s princeznou de Conti a hrabětem de Vermandois

V dubnu 1664 byla opět v požehnaném stavu. 7. ledna 1665 se narodil další syn Filip, který však zemřel již v prvním roce svého života.
2. října 1666 se Louise a králi Ludvíkovi XIV. ve Vincennes narodila dcera Marie Anna, kterou vychovávala paní Colbertová. Děvčátko bylo rozmazlované a zbožňované a vyrostlo do krásy. V roce 1667 ji král uznal za vlastní a byl jí přiznán titul Mademoiselle de Blois. Později se provdala za Louise Armanda, knížete de Bourbon-Conti.
Posledním společným dítětem byl Louis, který se narodil 17. listopadu 1667. Králem byl uznán v roce 1669 a byl mu udělen titul hraběte de Vermandois. Zemřel v roce 1683.
Příběh Louisy jako matky byl velmi smutný. Svá těhotenství musela skrývat, rodila tajně a neměla čas na zotavenou, protože bylo nutné, aby se hned odebrala ke dvoru.

## Louise Milosrdná
Louise po propuštění ode dvora odešla do kláštera karmelitánek v Paříži, Rue d’Enfer. Ostříhala si vlasy a oblékla si šat novicky. U tohoto obřadu byla přítomna královna, Monsieur, Madame (vévodkyně orleánská), Grande Mademosielle a další dvořané.
Madame de Sévigné ve svém dopise ze dne 27. dubna 1674 líčí Lousin odchod do kláštera. „Chci Vám také povědět o paní vévodkyni La Vallière. Nebožačka vypila pohár hořkosti až do dna, nechtěla se zříci ani jedné slzy ani jednoho sbohem. Je u karmelitek, kam za ní v posledních osmi dnech chodily její děti a celý dvůr, totiž to, co tu zůstalo. Dala si ustřihnout své krásné vlasy, ale nechala si dvě krásné kadeře na čele; žvatlá a říká divy. Ujišťuje, že je v samotě šťastná; věří, že je na poušti, když se pověsí na mříž hovorny. Připomíná nám, jak kdysi paní de la Fayette po dvou dnech strávených v Ruelu tvrdila, že se jí na venkově vlastně docela líbí.“ 

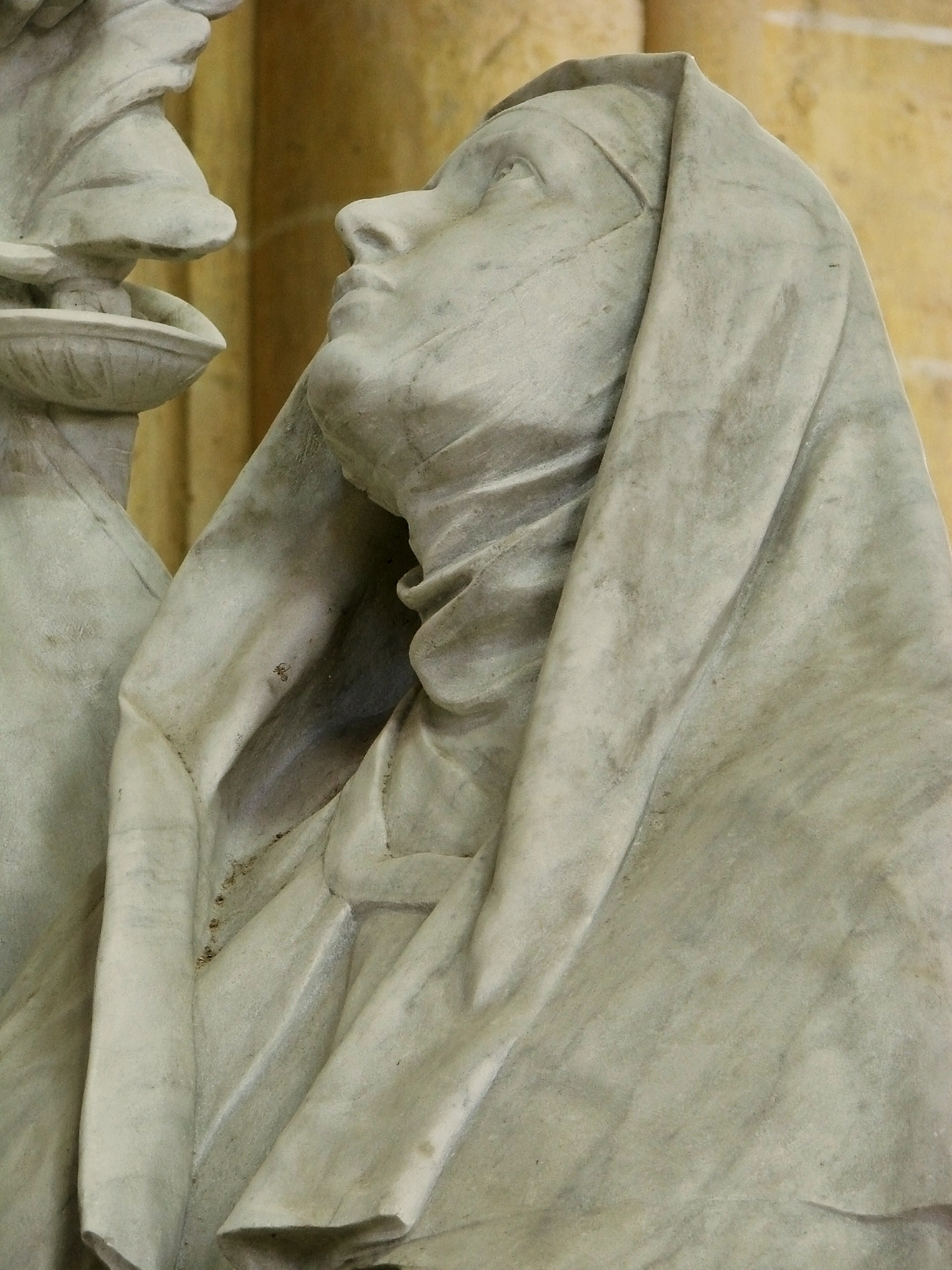
Louisa Milosrdná

Z ponižované vévodkyně se stala známou jeptiškou, která přijala jméno Louise Milosrdná. Řeholní slib složila 5. června 1675. Zemřela po dlouhých letech strávených v klášterní samotě pravděpodobně 6. června 1710 (některé zdroje uvádí 5. června a jiné 7. června) ve věku 65 let a je pohřbena na klášterním hřbitově.

## Louisino smýšlení a tvorba
Louise byla přirozeně ctnostná a plná víry. Skutečnost, že podlehla své vášni a oddala se církví zakazovanému vztahu, svědčí o opravdovosti jejích citů k Ludvíkovi XIV. Již v době, kdy byla jeho milenkou, se projevily její umělecké a literární zájmy. Sledovala hry Racina a Molièra, četla dobové romány a učila se malovat na Královské akademii. Navštěvovala pařížské literární salony. Diskutovala o Descartově Rozpravě o metodě a Aristotelově Etice Nikomachově.
V roce 1670 poté, co se zotavila z vážné nemoci, vyznala se Louise ze svých hříchů a začala se pod vedením biskupa a dauphinova vychovatele Jacquese Bénigne Bossueta kát. Věnovala se též studiu teologických spisů. Pod Boussuetovým vlivem napsala pojednání Úvahy o milosrdenství božím (Réflexions sur la miséricorde de Dieu). Tiskem bylo toto dílo zbožnosti poprvé vydáno v roce 1680 a okamžitě se stalo populárním. Později se vedly diskuse o tom, zdali byla Louise skutečnou autorkou díla nebo pouze Bossuetovým písařem. Její autorství však bylo odborníky prokázáno. Jedním z důkazů, o které se opírají, je právě Louisina skvělá znalost Descarta a Aristotela, na které úvahy odkazují.
V den, kdy Louise složila řeholní slib, biskup Bossuet ve svém kázání pronesl ponaučení, že i nejmocnější osoby musí činit pokání ze svých hříchů.
Louise Milosrdná si z kláštera dopisovala se svými bližními a pokusila se je přivést na cestu pokání. Zvláště duchovní korespondence se zbožným Bernardem Gigaultem, markýzem de Bellefonds, francouzským maršálem a blízkým přítelem Bossueta, obsahuje řadu filozofických diskusí nad teologickými tématy. Korespondence se také zabývá zkoumáním duševních pocitů dvořanů a kritizuje morální korupci, ke které je dvořan náchylný.
Dochované dopisy Louisy de la Vallière byly obvykle vydávány společně s jejími Úvahami o Milosrdenství Božím.

## Louise de la Vallière v literatuře
Louise de La Vallière vystupuje jako jedna z postav v románu Alexandra Dumase Tři mušketýři ještě po deseti letech. V počátečních kapitolách tohoto románu, odehrávajících se na zámku Gastona Orleánského v Blois, je její spolubydlící Aura de Montalais, ve skutečnosti Nicole-Anne Constance de Montalais.
Louise je zmiňována již v předcházejícím díle slavného Dumasova románu na pokračování Tři mušketýři po dvaceti letech. Je také hlavní postavou románu Dory Dunckerové Idyla královské lásky.